# Município de Fox (condado de Carroll, Ohio)
Localização do Ohio nos E.U.A.
O município de Fox (em inglês: Fox Township) é um município localizado no condado de Carroll no estado estadounidense de Ohio. No ano de 2010 tinha uma população de 1041 habitantes e uma densidade populacional de 11,12 pessoas por km².

## Geografia
O município de Fox encontra-se localizado nas coordenadas 40° 35′ 54″ N, 80° 54′ 37″ O. Segundo a Departamento do Censo dos Estados Unidos, o município tem uma superfície total de 93.65 km², da qual 93,63 km² correspondem a terra firme e (0,02 %) 0,02 km² é água.

## Demografia
Segundo o censo de 2010, tinha 1041 pessoas residindo no município de Fox. A densidade populacional era de 11,12 hab./km².